# Lidová fronta za osvobození Ománu
Lidová fronta za osvobození Ománu (arabsky الجبهة الشعبية لتحرير عُمان‎ al-Jabha al-Sha'abiya li-Tahrīr 'Uman‎; anglicky Popular Front for the Liberation of Oman, PFLO) byla arabská povstalecká nacionalistická organizace vyznávající komunistickou ideologii. Byla protivníkem sultánových sil v Dafárském povstání (1964–1975). Jejími podporovateli byly Sovětský svaz a Čínská lidová republika.